# 美洲無鰾石首魚
美洲無鰾石首魚為輻鰭魚綱鱸形目鱸亞目石首魚科的其中一種，分布西大西洋區，從美國紐約州至阿根廷海域，棲息深度可達40公尺，體長可達50公分，棲息在沿海沙泥底質海域，可做為食用魚及遊釣魚。